# 1236
سنة 1236 كانت سنة كبيسة تبدأ يوم الثلاثاء (الرابط يظهر نموذج التقويم الكامل للسنة) من التقويم اليولياني.

## أحداث
- 29 يونيو - سقوط قرطبة حاضرة الخلافة الأموية في الأندلس وكبرى قواعدها في يد فرناندو الثالث ملك قشتالة، بعد أن تخلى عنها محمد بن يوسف بن هود على الرغم من إنه كان في إمكانه نجدتها لكنه لم يفعل.

## مواليد
- قطب الدين الشيرازي

## وفيات
- أغنوليس بيزا.
- أبو عبد الله محمد الثاني
- التتمش.
- القديس سابا.
- رضية سلطانة.
- ركن الدين فيروز شاه بن التتمش.
- سليمان شاه.
- معين الدين الجشتي.
- يحيى المعتصم.